# علی بن خلیفه آل خلیفه
علی بن خلیفه آل خلیفه (به عربی: علي بن خليفة آل خليفة) امیر سابق کشور بحرین می‌باشد. وی در ۱۸۶۷ در بحرین به قدرت رسید و در ۱۸۶۹ درگذشت.